# Lešniški Vrh
Lešniški Vrh – wieś w Słowenii, w gminie Ormož. 1 stycznia 2018 liczyła 35 mieszkańców.